# Tapouaro
Tapouaro (Taporoua, Taponero, Tapuaro), pleme američkih Indijanaca iz doline gornjeg Mississippija, koje je prema Franquelinovoj mapi (1688.) živjelo u susjedstvu Peoria, prema Sultzmanu blizu ušća rijeke Iowe u istočnoj Iowi i zapadnom Illinoisu. Tapouaro su bili jedno od manjih plemena plemenskog saveza Illinois. Pod pritiskom Osage i Missouri Indijanaca u kasnom 17. stoljeću dolazi do pokreta raznih illinojskih skupina i nestanka manjih plemena. Moingwene su apsorbirani od Peoria a Tapouaro i Coiracoentanon su nestali među Kaskaskiama, nakon čega im se gubi trag u povijesti. 